# Nikolaj Konstantinovič Romanov
Nikolaj Konstantinovič Romanov, in russo Великий князь Николай Константинович Романов? (San Pietroburgo, 14 febbraio 1850 – Tashkent, 26 gennaio 1918), è stato il figlio primogenito del granduca Konstantin Nikolaevič di Russia e della granduchessa Aleksandra Iosifovna, nata Alessandra di Sassonia-Altenburg, e nipote dello zar Nicola I di Russia.

## Biografia
Nato a San Pietroburgo a metà del XIX secolo all'interno della famiglia Romanov, ebbe un'infanzia privilegiata. La maggior parte dei bambini di famiglie reali erano cresciuti da balie e governanti, così anch'egli.

## Carriera
Nikolaj studiò presso l'Accademia Militare di San Pietroburgo, dove si laureò nel 1868. Il granduca è stato il primo membro della famiglia imperiale a ottenere un titolo di studio universitario. Dopo la laurea, viaggiò all'estero e cominciò a creare la sua collezione di dipinti. Al suo ritorno in Russia, si è unito al reggimento delle Guardie a cavallo. Nel 1870 conobbe, ad un ballo in maschera, una famosa avventuriera di Filadelfia, Fanny Lear, il cui vero nome era Harriet Blackford, con la quale iniziò una relazione. Nel 1873 partecipò a una spedizione militare in Asia centrale con le truppe russe sotto il comando di governatore generale del Turkestan, l'aiutante generale Konstantin Petrovič von Kaufman. Ricevette il grado di colonnello durante la campagna contro il Khanato di Khiva. Al suo ritorno dall'Asia centrale, rimase affascinato dall'orientalismo.
Il granduca divenne membro della Società Geografica Imperiale. Desideroso di fare una spedizione scientifica sull'Amu Darya, presentò la sua idea agli esperti. Il suo scopo era quello di esplorare il khanato di Khiva, di recente annessa dalla Russia per valutare il suo potenziale. Ciò attirò l'attenzione dell'imperatore Alessandro II, che si è dichiarato a favore di questo progetto. Inoltre la Società Geografica Imperiale approvò la spedizione. Il granduca Nikolaj è stato nominato membro onorario della Società Geografica Imperiale e posto a capo della spedizione.
Già nel 1877, il Granduca ha intrapreso tre spedizioni vicino al deserto del Karakum. Immaginò la costruzione di una ferrovia che collegava la Russia al Turkestan. A San Pietroburgo, il progetto è stato ritenuto antieconomico a causa della piccola popolazione che viveva in quelle terre. Diede un grande contributo allo sviluppo della città, utilizzando la sua fortuna personale per migliorare la zona: nel 1890 ordinò la costruzione del proprio palazzo ove alloggiare ed esibire la sua grande collezione di opere d'arte, che oggi è alla base del Museo di Arte di Stato dell'Uzbekistan.
Aveva notevoli competenze anche nel campo ingegneristico e fece costruire due ampi canali, il Bukhar-aryk (che però, a causa di un errore di allineamento, presto si interrò) ed il Khiva-Aryk, molto più riuscito e più tardi esteso per creare il Canale Imperatore Nicola I, che irrigava 12 000 desyatinas, cioè 134 chilometri quadrati di terra nella "Steppa affamata" (in russo Голоднаястепь?) fra Jizzax e Tashkent. La maggior parte di questo canale venne scavato da contadini coloni slavi.

### Scandalo dei diamanti
Di ritorno dalla sua spedizione a Khiva nel 1873, il granduca tornò dalla sua amante, Fanny Lear, in Europa, dove ha continuato ad arricchire la sua collezione d'arte.
Ma nella primavera del 1874, successe qualcosa che cambiò completamente la sua vita.
Nell'aprile 1874 sua madre, osservò che mancavano tre preziosi diamanti da un'icona, un regalo di Nicola I, e diversi gioielli. Il granduca Konstantin fumante di rabbia chiamò la polizia. Il sospetto cadde sui figli della coppia, il medico, la cameriera, la damigella d'onore e due servi. A causa del loro status, i membri della famiglia imperiale non erano implicati e il sospetto, pertanto, cadde sui servi, ma non vi era alcuna prova contro di loro. I sospetti caddero allora su altre persone. Durante l'interrogatorio del 15 aprile 1874, il capitano Voropovskij, aiutante di campo del granduca Nikolaj, ha negato il suo coinvolgimento nel furto di diamanti, ma ha riferito che il Granduca gli aveva dato dei diamanti ordinandogli di andare a Parigi per la vendita. Il granduca chiese a Nikolaj di giurare la sua innocenza sulla Bibbia, che per certo aggravò la sua situazione. L'imperatore assunse personalmente il caso e seguì con attenzione l'andamento delle indagini da parte del capo della polizia, il conte Šuvalov.
Dopo tre ore di interrogatorio, Nikolaj confessò il furto. Il denaro ricavato dalla vendita dei diamanti avrebbe dovuto essere utilizzato per l'acquisto di regali per l'amante del granduca - l'attrice americana Fanny Lear. Alessandro II convocò un consiglio di famiglia che, dopo molte discussioni, portò a due soluzioni: un processo pubblico o i lavori forzati. Per evitare danni alla famiglia imperiale, si decise di riconoscere la malattia mentale del granduca. Alessandro II bandì il Granduca dalla capitale e Fanny Lear fu espulsa dalla Russia con il divieto di ritornarvi.
La malattia del granduca venne resa nota pubblicamente dall'imperatore l'11 dicembre 1874: il granduca fu giudicato malato mentale, afflitto da allucinazioni, condannato all'ergastolo con il trattamento d'isolamento. Ai membri della famiglia imperiale fu vietato menzionare il suo nome; la sua eredità passò ai suoi fratelli minori; il suo appannaggio venne sospeso; il suo nome cancellato dalla lista del suo reggimento. Fu espulso da San Pietroburgo per sempre e obbligato a risiedere in stato di arresto in un posto fisso.
Nel 1875 Fanny Lear, pubblicò a Bruxelles le sue memorie sotto il titolo Le Roman d'Une Américaine en Russie.

### Collezione d'arte
La collezione d'arte portata dall'Europa occidentale dal granduca Nikolaj a San Pietroburgo è stata la base per la fondazione nel 1919 del museo di Tashkent che ospita una delle più grandi collezioni di dipinti e quadri d'Europa.
Durante un secondo viaggio in Europa, il granduca e la sua amante visitarono Villa Borghese, dove ammirarono la famosa scultura di Canova che rappresentava Paolina Bonaparte. Nikolaj fece immediatamente commissionare a Tomasso Solari una riproduzione esatta della scultura, ma con le sembianze di Fanny Lear.
Nel 1890 aprì al pubblico il suo palazzo a Tashkent per mostrare la sua preziosa collezione. Oggi, appartengono al Museo di Stato.

## Matrimoni

### Primo Matrimonio
Nel 1882 sposò Nadežda Aleksandrovna von Dreyer (1861-1929), figlia del capo della polizia Aleksandr Gustavovič Dreyer, ed ebbero due figli:
- Principe Artemi Nikolaevič Iskander (1883-1919), ucciso durante la Guerra Civile
- Principe Aleksandr Nikolaevič Iskander (15 novembre 1889-8 ottobre 1935)

### Secondo Matrimonio
Nel 1901 sposò Barbara Khmelniskaja. Non ebbero figli.
Nikolaj Konstantinovič ebbe anche molti figli illegittimi:
- Con Aleksandra Demidova (1855-1894):
  - Nikolaj Wolinskij (11 dicembre 1875-30 dicembre 1913);
  - Olga Wolinskaja (maggio 1877-1910);
- Con Dar'ja Eliseevna Časovitina:
  - Stanislav (m. 1919);
  - Nikolaj (m. 1922);
  - Dar'ja (1896-1966);

## Morte
Il Granduca morì il 26 gennaio 1918 di polmonite e venne sepolto nella Cattedrale di San Giorgio a Tashkent (poi demolita dal regime sovietico): nonostante la Rivoluzione d'ottobre fosse già avvenuta, ebbe un funerale di Stato, tanta era l'ammirazione dalla popolazione locale.

## Ascendenza
|                                  |                                |                                                 | Genitori                                  |  |  | Nonni |  |  | Bisnonni          |  |  | Trisnonni            |  |
|                                  |                                |                                                 |                                           |  |  |       |  |  | Paolo I di Russia |  |  | Pietro III di Russia |  |
|                                  |                                |                                                 |                                           |  |  |       |  |  | Paolo I di Russia |  |  | Pietro III di Russia |  |
|                                  |                                | Caterina II di Russia                           |                                           |  |  |       |  |  | Paolo I di Russia |  |  |                      |  |
| Nicola I di Russia               |                                |                                                 |                                           |  |  |       |  |  | Paolo I di Russia |  |  |                      |  |
|                                  |                                | Sofia Dorotea di Württemberg                    | Federico II Eugenio di Württemberg        |  |  |       |  |  |                   |  |  |                      |  |
|                                  |                                | Sofia Dorotea di Württemberg                    | Federico II Eugenio di Württemberg        |  |  |       |  |  |                   |  |  |                      |  |
|                                  |                                | Sofia Dorotea di Württemberg                    | Federica Dorotea di Brandeburgo-Schwedt   |  |  |       |  |  |                   |  |  |                      |  |
| Konstantin Nikolaevič Romanov    |                                | Sofia Dorotea di Württemberg                    |                                           |  |  |       |  |  |                   |  |  |                      |  |
|                                  |                                | Federico Guglielmo III di Prussia               | Federico Guglielmo II di Prussia          |  |  |       |  |  |                   |  |  |                      |  |
|                                  |                                | Federico Guglielmo III di Prussia               | Federico Guglielmo II di Prussia          |  |  |       |  |  |                   |  |  |                      |  |
|                                  |                                | Federico Guglielmo III di Prussia               | Federica Luisa d'Assia-Darmstadt          |  |  |       |  |  |                   |  |  |                      |  |
| Carlotta di Prussia              |                                | Federico Guglielmo III di Prussia               |                                           |  |  |       |  |  |                   |  |  |                      |  |
|                                  |                                | Luisa di Meclemburgo-Strelitz                   | Carlo II di Meclemburgo-Strelitz          |  |  |       |  |  |                   |  |  |                      |  |
|                                  |                                | Luisa di Meclemburgo-Strelitz                   | Carlo II di Meclemburgo-Strelitz          |  |  |       |  |  |                   |  |  |                      |  |
|                                  |                                | Luisa di Meclemburgo-Strelitz                   | Federica Carolina Luisa d'Assia-Darmstadt |  |  |       |  |  |                   |  |  |                      |  |
| Nikolaj Konstantinovič Romanov   |                                | Luisa di Meclemburgo-Strelitz                   |                                           |  |  |       |  |  |                   |  |  |                      |  |
|                                  | Federico di Sassonia-Altenburg | Ernesto Federico III di Sassonia-Hildburghausen |                                           |  |  |       |  |  |                   |  |  |                      |  |
|                                  | Federico di Sassonia-Altenburg | Ernesto Federico III di Sassonia-Hildburghausen |                                           |  |  |       |  |  |                   |  |  |                      |  |
|                                  | Federico di Sassonia-Altenburg | Ernestina Augusta di Sassonia-Weimar            |                                           |  |  |       |  |  |                   |  |  |                      |  |
| Giuseppe di Sassonia-Altenburg   | Federico di Sassonia-Altenburg |                                                 |                                           |  |  |       |  |  |                   |  |  |                      |  |
|                                  |                                | Carlotta di Meclemburgo-Strelitz                | Carlo II di Meclemburgo-Strelitz          |  |  |       |  |  |                   |  |  |                      |  |
|                                  |                                | Carlotta di Meclemburgo-Strelitz                | Carlo II di Meclemburgo-Strelitz          |  |  |       |  |  |                   |  |  |                      |  |
|                                  |                                | Carlotta di Meclemburgo-Strelitz                | Federica Carolina Luisa d'Assia-Darmstadt |  |  |       |  |  |                   |  |  |                      |  |
| Alessandra di Sassonia-Altenburg |                                | Carlotta di Meclemburgo-Strelitz                |                                           |  |  |       |  |  |                   |  |  |                      |  |
|                                  |                                | Ludovico Federico Alessandro di Württemberg     | Federico II Eugenio di Württemberg        |  |  |       |  |  |                   |  |  |                      |  |
|                                  |                                | Ludovico Federico Alessandro di Württemberg     | Federico II Eugenio di Württemberg        |  |  |       |  |  |                   |  |  |                      |  |
|                                  |                                | Ludovico Federico Alessandro di Württemberg     | Federica Dorotea di Brandeburgo-Schwedt   |  |  |       |  |  |                   |  |  |                      |  |
| Amalia di Württemberg            |                                | Ludovico Federico Alessandro di Württemberg     |                                           |  |  |       |  |  |                   |  |  |                      |  |
|                                  |                                | Enrichetta di Nassau-Weilburg                   | Carlo Cristiano di Nassau-Weilburg        |  |  |       |  |  |                   |  |  |                      |  |
|                                  |                                | Enrichetta di Nassau-Weilburg                   | Carlo Cristiano di Nassau-Weilburg        |  |  |       |  |  |                   |  |  |                      |  |
|                                  |                                | Enrichetta di Nassau-Weilburg                   | Carolina d'Orange-Nassau                  |  |  |       |  |  |                   |  |  |                      |  |
|                                  |                                | Enrichetta di Nassau-Weilburg                   |                                           |  |  |       |  |  |                   |  |  |                      |  |